# Garth Robinson
Pour les articles homonymes, voir Robinson.
Garth Barrington Robinson (né le 11 octobre 1970 à Londres) est un athlète jamaïcain spécialiste du 100 mètres et des relais.

## Carrière

### Palmarès
| Date | Compétition           | Lieu     | Résultat | Épreuve   | Performance   |
| ---- | --------------------- | -------- | -------- | --------- | ------------- |
| 1994 | Jeux du Commonwealth  | Victoria | 2e       | 4 × 400 m | 3 min 02 s 32 |
| 1996 | Jeux olympiques d'été | Atlanta  | 3e       | 4 × 400 m | 2 min 59 s 42 |
| 1999 | Jeux panaméricains    | Winnipeg | 2e       | 4 × 100 m | 38 s 82       |

### Records
| Épreuve    | Performance | Lieu     | Date            |
| ---------- | ----------- | -------- | --------------- |
| 100 mètres | 10 s 31     | Kingston | 21 juillet 2000 |